# Wybory prezydenckie w Czechach w 2008 roku
Wybory prezydenckie w Czechach rozpoczęły się 8 lutego 2008 roku. Podczas pierwszej sesji 8–9 lutego Czeski parlament nie zdołał wybrać prezydenta spośród dwóch kandydatów:
- urzędującego prezydenta Václava Klausa (którego popierała Obywatelska Partia Demokratyczna)
- oraz  Jana Švejnara (popieranego przez Czeską Partię Socjaldemokratyczną i Zielonych).

W związku z nierozstrzygnięciem wyboru kolejna sesja została wyznaczona na 15 lutego 2008. W trakcie tej sesji w trzecim głosowaniu (z trzech możliwych) stosunkiem głosów 141 do 111 Czeski parlament dokonał reelekcji Václava Klausa na kolejną kadencję.